# Jagakarsa (onderdistrict)
Jagakarsa is een onderdistrict (kecamatan) van de stadsgemeente Jakarta Selatan (Zuid-Jakarta) in de provincie Jakarta, Indonesië.

## Verdere onderverdeling
Het onderdistrict Jagakarsa is verdeeld in 5 kelurahan:
1. Tanjung Barat - postcode 12530
2. Lenteng Agung - postcode 12610
3. Jagakarsa - postcode 12620
4. Ciganjur - postcode 12630
5. Srengseng Sawah - postcode 12640
6. Cipedak - postcode 12630 (separated from Ciganjur Administrative Village)

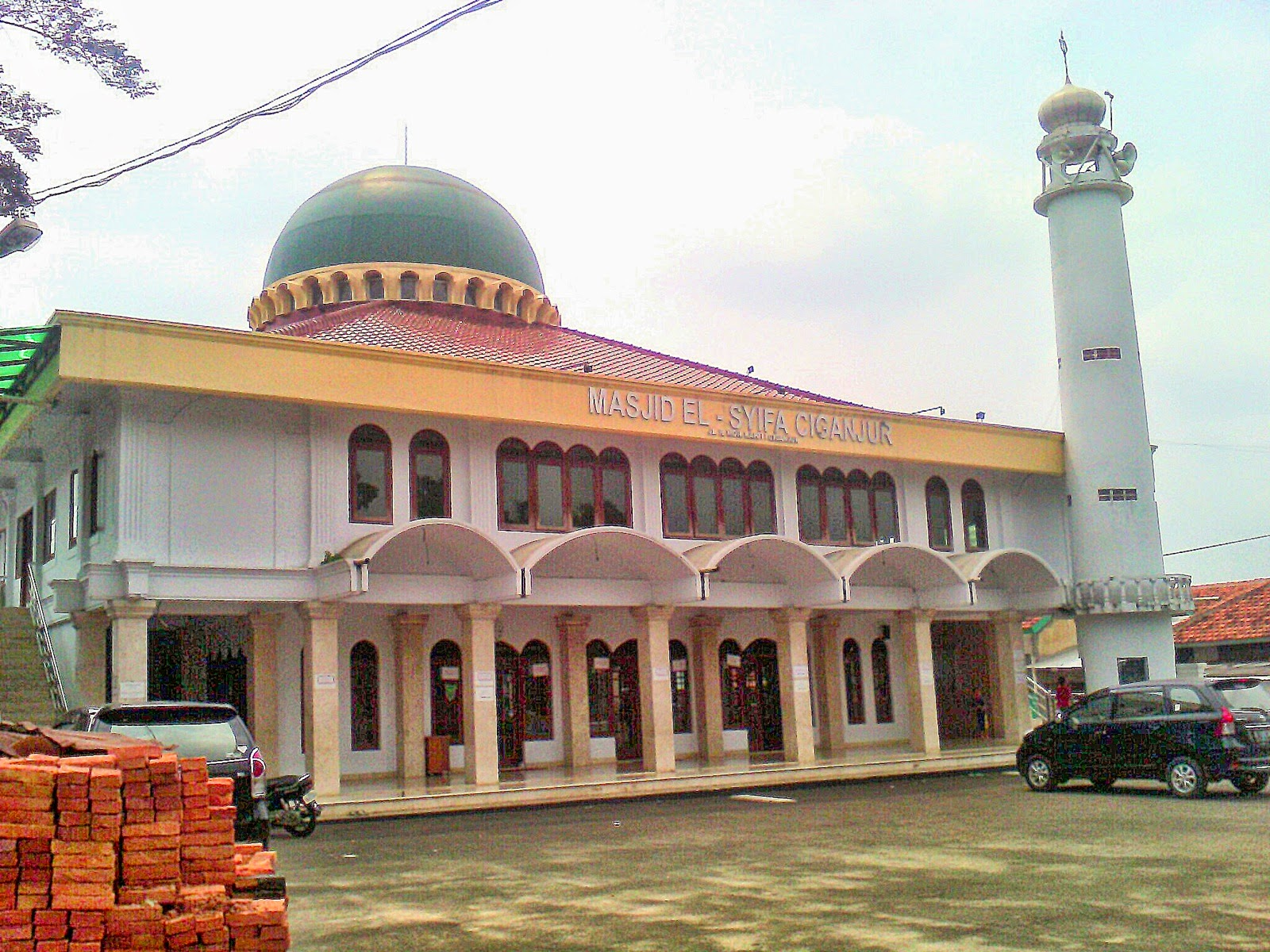
Masjid El-Syifa, Ciganjur, Jagakarsa